# Lalla Khadija

La principessa Lalla durante il ricevimento del presidente francese Emmanuel Macron e la moglie Brigitte nella residenza reale del re del Marocco e padre Muhammad VI

Lalla Khadija del Marocco (in arabo خديجة أميرة المغرب; Rabat, 28 febbraio 2007) è una principessa marocchina.

## Biografia

### Nascita ed educazione
La principessa Khadija è nata nel 2007 al palazzo reale di Rabat, secondogenita di Muhammad VI e di Salma Bennani.
In occasione della sua nascita furono sparati 21 colpi di cannone e, secondo la NBC, suo padre concesse la libertà a 8.836 prigionieri e la riduzione delle pene ad altri 24.218 detenuti. Vennero consegnati dei doni alle neonate venute alla luce nel suo stesso giorno.
Dal 2011 è una studentessa del Collège royal e ha partecipato a esibizioni teatrali in arabo, cinese, francese, inglese, spagnolo e russo nel 2017.

### Impegni ufficiali
Partecipò al suo primo incarico il 17 settembre del 2018, accompagnando suo  padre e suo fratello a un evento sulla scolarizzazione e le riforme educative del Marocco.
Nel 2019 presenziò al ricevimento del re Filippo VI di Spagna con la moglie Letizia e di papa Francesco. Il 13 dicembre inaugurò il vivaio del Giardino zoologico nazionale di Rabat.

## Titoli e trattamento
- 28 febbraio 2007 - attuale: Sua Altezza Reale, la principessa Lalla Khadija del Marocco

## Ascendenza
|                         |     |                        | Genitori                     |  |  | Nonni |  |  | Bisnonni               |  |  | Trisnonni          |  |
|                         |     |                        |                              |  |  |       |  |  | Muhammad V del Marocco |  |  | Yusuf ben al-Hasan |  |
|                         |     |                        |                              |  |  |       |  |  | Muhammad V del Marocco |  |  | Yusuf ben al-Hasan |  |
|                         |     | Yaqut                  |                              |  |  |       |  |  | Muhammad V del Marocco |  |  |                    |  |
| Hasan II del Marocco    |     |                        |                              |  |  |       |  |  | Muhammad V del Marocco |  |  |                    |  |
|                         |     | Abla bint Tahar        | Mohammed al-Tahar bin Hassan |  |  |       |  |  |                        |  |  |                    |  |
|                         |     | Abla bint Tahar        | Mohammed al-Tahar bin Hassan |  |  |       |  |  |                        |  |  |                    |  |
|                         |     | Abla bint Tahar        | ...                          |  |  |       |  |  |                        |  |  |                    |  |
| Muhammad VI del Marocco |     | Abla bint Tahar        |                              |  |  |       |  |  |                        |  |  |                    |  |
|                         |     | ...                    | ...                          |  |  |       |  |  |                        |  |  |                    |  |
|                         |     | ...                    | ...                          |  |  |       |  |  |                        |  |  |                    |  |
|                         |     | ...                    | ...                          |  |  |       |  |  |                        |  |  |                    |  |
| Latifa Amahzoune        |     | ...                    |                              |  |  |       |  |  |                        |  |  |                    |  |
|                         |     | ...                    | ...                          |  |  |       |  |  |                        |  |  |                    |  |
|                         |     | ...                    | ...                          |  |  |       |  |  |                        |  |  |                    |  |
|                         |     | ...                    | ...                          |  |  |       |  |  |                        |  |  |                    |  |
| Lalla Khadija           |     | ...                    |                              |  |  |       |  |  |                        |  |  |                    |  |
|                         | ... | ...                    |                              |  |  |       |  |  |                        |  |  |                    |  |
|                         | ... | ...                    |                              |  |  |       |  |  |                        |  |  |                    |  |
|                         | ... | ...                    |                              |  |  |       |  |  |                        |  |  |                    |  |
| Abdelhamid Bennani      | ... |                        |                              |  |  |       |  |  |                        |  |  |                    |  |
|                         |     | ...                    | ...                          |  |  |       |  |  |                        |  |  |                    |  |
|                         |     | ...                    | ...                          |  |  |       |  |  |                        |  |  |                    |  |
|                         |     | ...                    | ...                          |  |  |       |  |  |                        |  |  |                    |  |
| Salma Benanni           |     | ...                    |                              |  |  |       |  |  |                        |  |  |                    |  |
|                         |     | ...                    | ...                          |  |  |       |  |  |                        |  |  |                    |  |
|                         |     | ...                    | ...                          |  |  |       |  |  |                        |  |  |                    |  |
|                         |     | ...                    | ...                          |  |  |       |  |  |                        |  |  |                    |  |
| Naïma Bensouda          |     | ...                    |                              |  |  |       |  |  |                        |  |  |                    |  |
|                         |     | Fatma Abdellaoui Maâne | ...                          |  |  |       |  |  |                        |  |  |                    |  |
|                         |     | Fatma Abdellaoui Maâne | ...                          |  |  |       |  |  |                        |  |  |                    |  |
|                         |     | Fatma Abdellaoui Maâne | ...                          |  |  |       |  |  |                        |  |  |                    |  |
|                         |     | Fatma Abdellaoui Maâne |                              |  |  |       |  |  |                        |  |  |                    |  |